# Квочкин, Александр Николаевич
Александр Николаевич Квочкин — ректор Мичуринского государственного аграрного университета (2011—2014), кандидат экономических наук, профессор.

## Биография
- 1978 — завершение обучения в Даниловской средней школе им А. С. Макаренко.
- 1983 — окончание экономического факультета Волгоградского сельскохозяйственного института по специальности экономист-организатор сельскохозяйственного производства (диплом с отличием).
- 1983—1987 — работа в органах государственной статистики Волгоградской области, в том числе два года в отделе анализа и методического обеспечения статистического учёта в сельском хозяйстве областного управления.
- 1987 — работа преподавателем кафедры управления сельскохозяйственного производства в Волгоградском сельскохозяйственном институте.
- 1988—1991 — обучение в очной аспирантуре Всероссийского научно-исследовательского института экономики труда и управления в сельском хозяйстве Российской академии сельскохозяйственных наук (Москва).
- 1991, октябрь — кандидат экономических наук, тема диссертации: «Земельная рента в сельском хозяйстве». В период учёбы — член рабочей группы по разработке земельного законодательства. Участник разработки первого закона о налоге на землю в РСФСР, за что удостоен Благодарственного письма Государственной Думы первого созыва.
- 1991—1998 — работа (по распределению) в Плодоовощном институте имени И. В. Мичурина (в настоящее время — Мичуринский государственный аграрный университет, МичГАУ) на кафедре организации сельскохозяйственного производства. Ассистент, старший преподаватель, доцент, заместитель декана экономического факультета, заведующий кафедрой коммерции и товароведения.
- 1998—2009 — работа в должности проректора по научной работе МичГАУ.
- 2009—2011 — работа в должности первого проректора МичГАУ
- 2011—2014 — ректор МичГАУ[1].

Семейное положение: женат, имеет сына.
Увлечения: лыжи, чтение исторической литературы, рыбалка.
Любимое изречение: «Делай, что должен, и будь что будет».